# Isla Kotelny
Las islas Kotelny (ruso, Остров Котельный, Ostrov Kotel'nyj) y Faddéyevsky (О. Фаддеевский) son dos islas que forman parte de las islas Anzhu, un subgrupo de las islas de Nueva Siberia, situado entre el mar de Láptev y el mar de Siberia Oriental en la Rusia ártica. 
Habitualmente, aparecen como islas separadas en muchos mapas, aunque a veces el nombre de «Kotelny» se emplea para referirse al conjunto completo. Una meseta plana, de baja altitud, conocida como Tierra de Bunge (Земля Бунге), conecta ambas islas. Tomadas como un conjunto geográfico único, Kotelny/Bunge/Faddeyevsky es una de los 50 islas más grandes del mundo.
Administrativamente, estas islas son un territorio prácticamente deshabitado perteneciente a la República de Saja (Yakutia) de la Federación de Rusia.

## Historia
La isla fue descubierta oficialmente por el comerciante ruso y cazador, Ivan Lyakhov, con el mercader, Protod'yakonov, en 1773. En 1770, Iván Liajov había notado pistas de renos que se internaban hacia el mar a través del mar de hielo. En 1773, él y Protod'yakonov descubrieron las islas Lyakhovsky por barco, siguiendo los rastros de esas pistas. A continuación de las islas Liajovski, descubrieron la isla Kotelny, a la que llamó  «isla tetera», ya que encontró una mientras exploraba la isla. La persona(s), que visitó la isla Kotelny antes y dejó la caldera de cobre, es desconocida. Anteriormente, esta isla ha sido conocida como «isla de Tadeo» o «islas de Tadeo» en algunos mapas. 
Al servicio de Semen y Lev Syrovatskiy, Yákov Sánnikov dirigió numerosas expediciones de caza y cartográficas entre 1800 y 1810. En una de esas expediciones en 1805, descubrió la isla Faddéyevsky. En 1809-10 Yakov Sannikov y Matvei Gedenschtrom se dirigieron a las islas de Nueva Siberia en una expedición cartográfica. Yakov Sannikov informó del avistamiento de una «nueva tierra» al norte de Kotelny en 1811. Este avistamientodio pie al mito de la Zemlya Sannikova o Tierra de Sannikov Land.
En 1886, el Barón Eduard Von Toll pensó que había visto tierra desconocida al norte de Kotelny. Pensó que se trataba de la llamada «Zemlya Sannikova».

## Isla Kotelny

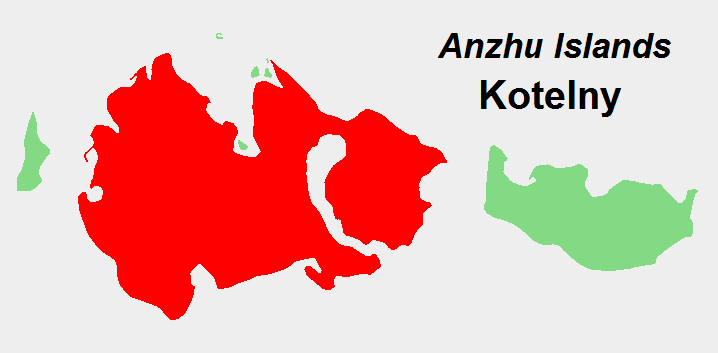
Localización de isla Kotelny.

Isla Kotelny propiamente dicha, también conocida como «isla Tetera», es la isla mayor del conjunto, con una superficie de 11.665 km². Es rocosa y montañosa, alcanzando lo 374 m en el monte Malakatyn-Tas. El río Chukochya fluye hacia el oeste al mar de Láptev. 
El cabo Anisiy (76°12′00″N 139°07′00″E / 76.200, 139.1167) es el punto más septentrional de Kotelny y es un punto geográfico importante porque marca el límite NW del mar de Láptev. La superficie total del conjunto geográfico Kotelny adyacente a la isla, que incluye la tierra de Bunge y la isla Faddeyevsky, es de 23.165 km².

## Tierra de Bunge

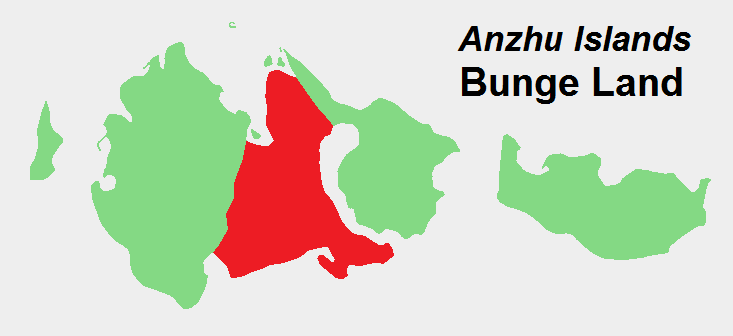
Localización de Tierra de Bunge.

La Tierra de Bunge o Zemlya Bunge es una zona intermedia vacía y casi estéril entre las dos islas de Kotelny y Faddeyevsky que, a diferencia de Tierra de Bunge, pueden ser descritas como islas propiamente. Arenosa y llana, su área es 6.200 km². Dado que sólo se eleva a una altura máxima de 8 m por encima del nivel del mar, la Tierra de Bunge es inundada durante las fuertes mareas de tormenta, a excepción de una pequeña zona en el sureste que se eleva a una altitud de 11 a 21 m sobre el nivel del mar. El área que está sumergido periódicamente representa más del 80% de la superficie total y se encuentra prácticamente desprovisto de vegetación. 
La Tierra de Bunge lleva su nombre en honor del zoólogo ruso y explorador Alexander von Bunge.

## Isla Faddéyevski

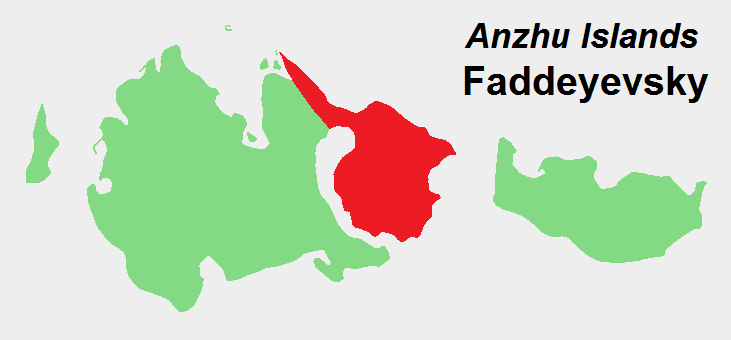
Localización de isla Faddéyevski.

La isla Faddéyevski podría describirse como una gran península que se proyecta desde el extremo norte de la Tierra de Bunge hacia el este, con su istmo en el norte. Hay una profunda ensenada en Faddéyevski, entre su costa occidental y la colindante Tierra de Bunge. A diferencia de Kotelny esta isla es relativamente llana, a pesar de su tamaño, y su punto más alto está sólo a 65 m. Su superficie es de 5.300 km². Faddéyevski está cubierta con vegetación de tundra y salpicada de pequeños lagos. 
Esta isla fue nombrada por un comerciante de pieles llamado Faddéyev, que construyó la primera vivienda en ella.

## Islas adyacentes
- Isla Skrytyy (Ostrov Skrytyy) se encuentra en el interior de la bahía de la parte norte de Kotelny (75°40′N 140°49′E / 75.667, 140.817). Tiene 11 km de largo y 5,5 km de ancho.
- Muy cerca del noroeste de la costa de Tierra de Bunge hay dos islas: isla Zheleznyakov (Ostrov Zheleznyakova), justo frente al cabo NW, y al de esta, isla Matar (Matar Ostrov). Ambas islas tienen unos 5 km de longitud.
- Isla Nanosnyy (76°17′N 140°25′E / 76.283, 140.417) es una pequeña isla ubicada al norte de la bahía norteña formada entre Kotelny y Tierra Bunge. Tiene forma de C, y sólo 4 km de longitud, pero su importancia radica en el hecho de que es la isla más septentrional del grupo de islas de Nueva Siberia.
- Isla Figurina (Figurina Ostrov) fue localizada a unos 30 km al este de la isla Nanosnyy.[4] Cuando fue descubierta en 1822 por P. Anzhu, mientras estaba buscando Tierra Sannikov, tenía una superficie aproximadamente 8 a 9 km² y tenía acantilados de unos 20 m de altura. A pesar de que apareció en los mapas publicados en 1926, 1941, y 1945, una expedición hidrográfica soviética realizada a comienzos de 1940 encontró que la isla Figurina ya no existía.[5]

## Vegetación
Rush/hierba, junco y tundra de criptógamas cubren el conjunto de la isla Faddeyevsky y la mayor parte de Kotelny. Es una tundra en su mayoría de pastos de muy bajo crecimiento, juncos, dicotiledóneas, musgos, líquenes y hepáticas. Estas plantas, ya sea en parte o completamente, cubren la superficie del suelo, unos suelos generalmente húmedos, de grano fino y, a menudo montículados («hummocky»).
Los arbustos enanos postrados, la hierba de la tundra, cubre el conjunto de la Tierra de Bunge y la parte oriental adyacente de la isla Kotelny. Este tipo de tundra seca consiste en una tundra con desigual cobertura, libre hasta un 20-80% de vegetación. Las plantas dominantes comprenden los arbustos enanos postrados, la hierba de la tundra, es decir, Dryas spp. y Salix arctica, de menos de 5 cm de altura, graminoides, y dicotiledóneas. Los líquenes también son comunes.

## Geología
La isla Kotelny se compone de rocas sedimentarias y sedimentos de edades comprendidas entre el comienzo del Paleozoico al último Cenozoico. Las rocas más antiguas fosilizaron en aguas marinas, someras a profundas, del Ordovícico a calizas y dolomitas del inicio del Devónico. En el Devónico medio al Carbonífero intercalaciones de calizas, dolomitas,  areniscas, y conglomerados cubren estos estratos sedimentarios. Del Pérmico al Jurásico los estratos expuestos en la isla de Kotelny consisten en intercalaciones, fosilizaciones de mudstones, siltstones, y areniscas. Todas estas rocas sedimentarias están falladas, incorporando complejos anticlinales y sinclinales, e instruidas por delgadas  diques de diabasa. Los sedimentos fluviales del Pleistoceno al Holoceno, que varían en edad a partir de 1500 a más de 55.000 años BP (datados con radiocarbono), son la base de las terrazas que se encuentran dentro de los valles de los ríos Balyktakh y Dragotsennaya. Un espeso permafrost se ha desarrollado en estos sedimentos.
Dentro la Tierra de Bunge y en la esquina suroeste de la isla Kotelny, sedimentos relativamente no consolidados de edades comprendidas entre los principios del Cretácico al Pleistoceno cubren las rocas sedimentarias dobladas y falladas. El más antiguo de estos sedimentos es del Cretácico temprano, arcillas aluviales, sedimentos, y arenas que contienen capas de conglomerado, toba, arenisca tuffaceas, carbón y, en la parte superior, riolita. Los sedimentos del Cretácico superior están cubiertos por el último Eoceno al Plioceno arenas aluviales que contienen capas de arcilla, limo, grava, lignito, y leñas carbonizadas.
En isla Faddeyevsky y la tierra de Bunge hay subyacentes sedimentos no consolidados de edades comprendidas entre el Cretácico temprano al Pleistoceno. Tres muy pequeñas y aisladas exposiciones indican que los primeros estratos del Cretácico son similares a las que se encuentran en la esquina suroeste de la isla Kotelny. Superpuestos a los sedimentos del Cretácico temprano hay arcillas y sedimentos aluviales y lacustre del Eoceno que contienen raros lechos de arena, lignito, y grava. Al norte estos sedimentos gradan lateralmente en las orillas con arcillas marinas con fósiles bibalvos. Los sedimentos del Eoceno están cubierta por arenas fosilíferas, terrestres y marinas, del Oligoceno al Mioceno, que contienen subordinadas lechos de barro, arcilla, grava y carbón. Las arenas del Oligoceno-Mioceno están acumuladas en aluviales, lacustres, y de ribera, ambientes marinos. Superpuestos a las arenas del Oligoceno-Mioceno hay arenas aluviales, lacustres, marinas y costeras, lodos, sedimentos y arenas.
Los depósitos del Pleistoceno cubren la mayor parte de la superficie de isla Faddeyevsky y la isla de Tierra de Bunge. Una capa de depósitos aluviales y lacustres del Pleistoceno y Holoceno, cubre en gran medida las partes central y meridional de la isla Faddeyevsky. Los depósitos del Pleistoceno Medio cubren en gran medida la parte norte de esta isla. El permafrost es de unos 400 a 500 m de espesor. La llanura central de isla Faddeyevsky ha sido muy alterado por los procesos de termokarst. Contiene numerosos cortes profundos y erosivos creados en la temporada de deshielo del permafrost. Numerosos baydzharakhs, montículos termokársticos de tierra, puntúan el paisaje. Son el resultado de la fusión de cuñas de hielo poligonal dentro del permafrost.

### Clima
| Parámetros climáticos promedio de Isla Kotelny (1991-2020) | Parámetros climáticos promedio de Isla Kotelny (1991-2020) | Parámetros climáticos promedio de Isla Kotelny (1991-2020) | Parámetros climáticos promedio de Isla Kotelny (1991-2020) | Parámetros climáticos promedio de Isla Kotelny (1991-2020) | Parámetros climáticos promedio de Isla Kotelny (1991-2020) | Parámetros climáticos promedio de Isla Kotelny (1991-2020) | Parámetros climáticos promedio de Isla Kotelny (1991-2020) | Parámetros climáticos promedio de Isla Kotelny (1991-2020) | Parámetros climáticos promedio de Isla Kotelny (1991-2020) | Parámetros climáticos promedio de Isla Kotelny (1991-2020) | Parámetros climáticos promedio de Isla Kotelny (1991-2020) | Parámetros climáticos promedio de Isla Kotelny (1991-2020) | Parámetros climáticos promedio de Isla Kotelny (1991-2020) |
| Mes                                                        | Ene.                                                       | Feb.                                                       | Mar.                                                       | Abr.                                                       | May.                                                       | Jun.                                                       | Jul.                                                       | Ago.                                                       | Sep.                                                       | Oct.                                                       | Nov.                                                       | Dic.                                                       | Anual                                                      |
| ---------------------------------------------------------- | ---------------------------------------------------------- | ---------------------------------------------------------- | ---------------------------------------------------------- | ---------------------------------------------------------- | ---------------------------------------------------------- | ---------------------------------------------------------- | ---------------------------------------------------------- | ---------------------------------------------------------- | ---------------------------------------------------------- | ---------------------------------------------------------- | ---------------------------------------------------------- | ---------------------------------------------------------- | ---------------------------------------------------------- |
| Temp. máx. abs. (°C)                                       | -7.2                                                       | -3.3                                                       | -4.8                                                       | 1.2                                                        | 6.3                                                        | 22.4                                                       | 25.1                                                       | 20.2                                                       | 13.6                                                       | 2.8                                                        | -1.7                                                       | -3.1                                                       | 25.1                                                       |
| Temp. máx. media (°C)                                      | -25.6                                                      | -25.8                                                      | -23.3                                                      | -15.1                                                      | -5.6                                                       | 2.1                                                        | 5.9                                                        | 5.2                                                        | 1.1                                                        | -6.4                                                       | -16.5                                                      | -22.9                                                      | -10.6                                                      |
| Temp. media (°C)                                           | -28.8                                                      | -29.1                                                      | -26.6                                                      | -18.5                                                      | -7.8                                                       | 0.2                                                        | 3.3                                                        | 2.9                                                        | -0.3                                                       | -8.7                                                       | -19.6                                                      | -26.0                                                      | -13.3                                                      |
| Temp. mín. media (°C)                                      | -32.1                                                      | -32.3                                                      | -30.0                                                      | -22.3                                                      | -10.5                                                      | -1.6                                                       | 1.0                                                        | 0.9                                                        | -2.0                                                       | -11.5                                                      | -23.0                                                      | -29.3                                                      | -16.1                                                      |
| Temp. mín. abs. (°C)                                       | -44.9                                                      | -49.9                                                      | -46.1                                                      | -46.2                                                      | -28.6                                                      | -14.9                                                      | -6.0                                                       | -9.2                                                       | -18.6                                                      | -40.2                                                      | -40.2                                                      | -45.0                                                      | -49.9                                                      |
| Precipitación total (mm)                                   | 6                                                          | 5                                                          | 6                                                          | 7                                                          | 9                                                          | 17                                                         | 28                                                         | 23                                                         | 23                                                         | 18                                                         | 8                                                          | 7                                                          | 157                                                        |
| Nevadas (cm)                                               | 10                                                         | 12                                                         | 12                                                         | 13                                                         | 13                                                         | 4                                                          | 0                                                          | 0                                                          | 3                                                          | 7                                                          | 9                                                          | 9                                                          | 92                                                         |
| Días de lluvias (≥ 1 mm)                                   | 0                                                          | 0                                                          | 0                                                          | 0.1                                                        | 1                                                          | 8                                                          | 15                                                         | 15                                                         | 9                                                          | 0.4                                                        | 0                                                          | 0                                                          | 48.5                                                       |
| Días de nevadas (≥ 1 mm)                                   | 15                                                         | 16                                                         | 16                                                         | 15                                                         | 22                                                         | 16                                                         | 8                                                          | 11                                                         | 22                                                         | 26                                                         | 18                                                         | 16                                                         | 201                                                        |
| Horas de sol                                               | 0                                                          | 7                                                          | 147                                                        | 283                                                        | 197                                                        | 178                                                        | 168                                                        | 100                                                        | 44                                                         | 14                                                         | 0                                                          | 0                                                          | 1138                                                       |
| Humedad relativa (%)                                       | 82                                                         | 82                                                         | 82                                                         | 83                                                         | 87                                                         | 90                                                         | 90                                                         | 91                                                         | 90                                                         | 88                                                         | 84                                                         | 82                                                         | 85.9                                                       |
| Fuente n.º 1: Погода и климат                              |                                                            |                                                            |                                                            |                                                            |                                                            |                                                            |                                                            |                                                            |                                                            |                                                            |                                                            |                                                            |                                                            |
| Fuente n.º 2: NOAA                                         |                                                            |                                                            |                                                            |                                                            |                                                            |                                                            |                                                            |                                                            |                                                            |                                                            |                                                            |                                                            |                                                            |